# Venezillo natalensis
Venezillo natalensis là một loài chân đều trong họ Armadillidae. Loài này được Collinge miêu tả khoa học năm 1917.